# Buvaisar Saitíev
Buvaisar Khamídovitx Saitíev (en rus: Буваиса Хамидович Сайтиев; en txetxè: Сайт КIант Бувайса) (Khasaviürt, Unió Soviètica; 11 de març de 1975 - Moscou, Rússia; 2 de març de 2025) va ser un lluitador rus, guanyador de tres medalles olímpiques d'or.

## Biografia
Va néixer l'11 de març de 1975 a la ciutat de Khasaviürt, població situada a la República del Daguestan, que en aquells moments formava part de la Unió Soviètica i que avui en dia forma part de Rússia. És germà del també lluitador i medallista olímpic Adam Saitíev.

## Carrera esportiva
Va participar, als 21 anys, en els Jocs Olímpics d'Estiu de 1996 realitzats a Atlanta (Estats Units), on va aconseguir guanyar la medalla d'or en la prova de pes welter en la modalitat de lluita lliure. Gran candidat per repetir l'èxit en els Jocs Olímpics d'Estiu de 2000 realitzats a Sydney (Austràlia), en aquesta competició només pogué ser novè. En els Jocs Olímpics d'Estiu de 2004 realitzats a Atenes (Grècia), però, aconseguí renovar el seu títol olímpic, un fet que repetiria en els Jocs Olímpics d'Estiu de 2008 realitzats a Pequín (RP Xina). Al llarg de la seva carrera, va guanyar sis medalles en el Campionat del Món de lluita i sis més en el Campionat d'Europa de la mateixa modalitat, totes elles d'or.

## Retir
Un cop va retirar-se de l'esport en actiu, va ser diputat a la Duma entre 2016 i 2021. Des de 2015 va ocupar la presidència de la Federació de Lluita de Txexènia.
Va morir el 2 de març de 2025, víctima d'un infart. Va ser enterrat al seu poble natal, seguint el rite musulmà.